# مقاطعة ليجه
مقاطعة ليجه (بالألبانية:  Qarku i Lezhës) هي واحدة من 12 مقاطعة في ألبانيا. عدد سكانها في تعداد 2011 بلغ 134027، في مساحة 1620 كيلومتر مربع. وعاصمتها هي مدينة لجه .